# Alceste (Gluck)

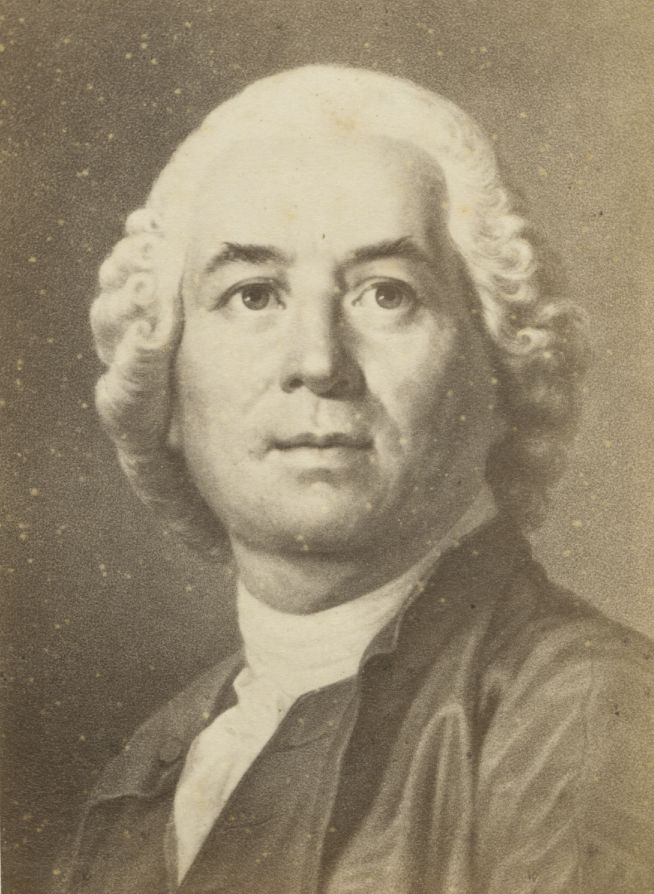
Christoph Willibald Gluck

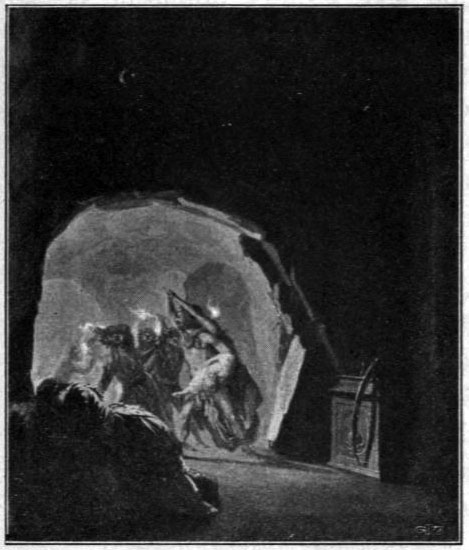
153-Alceste-Svenska teatern 1

Alceste är en opera (Tragedia per musica/Tragédie opéra) i tre akter av Christoph Willibald Gluck och med (italiensk) text av Ranieri de' Calzabigi byggd på Euripides drama Alkestis.

## Bakgrund
I förordet till operan lägger Gluck fram sin estetiska grundsatser om operakonstens förnyelse:
När jag började sätta musik till Alceste, var det min avsikt att grundligt skala bort all den grannlåt, som på grund av sångarnas fåfänga och tonsättarnas önskan att vara publiken till lags, hade smugit sig in i den italienska operan, varigenom denna under lång tid blivit vanprydd, och som gjort det skönaste av alla skådespel till det allra värsta och löjeväckande. Jag tog som min uppgift att hänvisa musiken till dess sanna uppgift, nämligen att tjäna dikten genom att förstärka känslorna och den dramatiska situationen utan att avbryta handlingen eller att försvaga den med ovidkommande broderier. Jag menade, att musiken för poesin skulle ha samma betydelse som färgspelet och en lyckad kombination av ljus och skugga har för en felfri och väl disponerad teckning, nämligen att ge figurerna liv utan att ändra konturerna. Därför vill jag inte avbryta en skådespelare mitt i en dialog och låta honom vänta under en tråkig orkesterritornell, och jag ville inte heller hejda honom mitt i ett ord för att han på en passande vokal skulle få briljera med sin vackra och mjuka röst...
Vidare ansåg jag att det var nödvändigt att satsa allt på att uppnå enklast möjliga värdighet. Därför undvek jag att briljera med invecklade passager på bekostnad av klarheten, och jag har aldrig eftersträvat att finna på en ny vändning på andra ställen, än där själva situationen kräver det och där den föreföll att svara mot idéinnehållet. Ingen regel ansåg jag vara så upphöjd att jag inte kunde bryta den för att uppnå önskad effekt.
Detta var min utgångspunkt. Lyckligtvis passade libretton ypperligt för genomförandet av mina idéer. Dess berömda författare ville skapa en ny dramatik, uttrycksform, och därför hade han ersatt utbroderade skildringar, överflödiga bilder och tomma maximer med hjärtats eget språk, stark lidelse, fint utformade situationer och en omväxlande handling. Framgången har givit mig rätt, och det enhälligta bifallet i en så upplyst stad (som Wien) har tydligt visat att sanning och naturlighet i alla konstverk är skönhetens grundval..

## Historia
Alceste var Glucks andra reformopera i samarbete med Calzabigi. Operan hade urpremiär i sin italienska version på Burgtheater i Wien den 26 december 1767 och i den franska versionen på Parisoperan 23 april 1776. Svensk premiär i Stora Bollhuset i Stockholm 26 februari 1781.

### Två versioner
Den italienska originalversionen fick ett blandat mottagande i Wien, medan däremot den franska versionen gjorde stor succé nio år senare. Parisversionen skiljer sig så mycket från Wienversionen att man måste tala om två skilda verk. Gluck ändrade scenernas omfång, tog bort dansscener och komponerade nya istället. Ismene, Alcestes förtrogna, saknas och istället dyker (i överensstämmelse med Euripides drama) Herakles upp, som för Alcestes skull tar upp kampen med underjordens gudar.

## Personer
- Admeto/Admetos, thessalisk kung (tenor)
- Alceste/Alkestis, hans gemål (sopran)
- Eumelo/Eumelos, deras son (sopran - i franska versionen: stum roll)
- Aspasio/Aspasios, deras son (sopran - i franska versionen: stum roll)
- Evandro/Evandros, Admetos förtrogne (tenor)
- Ismene (sopran - endast i den italienska versionen)
- Apollos överstepräst (tenor)
- Hércule/Herakles (basstämma - endast i den franska versionen)
- Apollo/Apollon (tenor)
- Härolden (basstämma)
- Oraklet (basstämma)
- Underjordens gud (basstämma)

## Handling (Wienversionen)
Akt I
Kung Admeto ligger för döden. Folket uppmanas att fråga gudarna om det finns någon hjälp. Oraklet tillkännager att Admeto får leva om någon annan offras i hans ställe. Alceste är beredd att offra sig för sin gemål.
Akt II
Alceste ber gudarna att ta emot hennes offer och hon blir bönhörd. Men hon vill ta avsked från Admeto och sin barn. Admeto som nu oväntat har tillfrisknat, får veta att priset för hans liv är Alcestes död. Förtvivlad bönfaller han gudarna om att inte ta emot offret.
Akt III
Alcestes offer är oåterkalleligt. Makarna tar avsked av varandra. Alceste dör. Admeto vill genast följa henne i döden, men då framträder Apollo tillsammans med Alceste och paret förenas tack vare sin trogna äktenskapliga kärlek.

## Handling (Parisversionen)
Akt I
Thanatos och l'Amour (Eros), döden och kärleken, ligger i fejd med varandra. Kung Admeto måste dö, men enligt oraklet kan han räddas om någon annan offrar sig i hans ställe. Hans gemål Alceste är beredd på detta ("Divinités du Styx").
Akt II
Alla gläds över att kungen har tillfrisknat men han själv blir desperat då han får veta att hans hustru samma kväll måste gå till Hades i hans ställe. Folket försöker förgäves övertala henne att avstå.
Akt III
Alceste beger sig till underjorden där hon förenas med Admeto, som vill begå självmord för att inte skiljas från henne. Dödsguden Thanatos säger då att endast en av dem får komma till Hades. Då griper Herakles och betvingar skuggorna, och Apollon stiger ned från himlen och förkunnar att båda skall få leva för sin starka kärleks skull